# Laval-le-Prieuré
Pour les articles homonymes, voir Laval.
Laval-le-Prieuré est une commune française située dans le département du Doubs, la région culturelle et historique de Franche-Comté et la région administrative Bourgogne-Franche-Comté.

## Géographie
La commune est située sur les versants de la vallée du Dessoubre entre le lieu-dit Sur le Lac et le moulin Girardot et comprend aussi les versants de la vallée du Pissoux, affluent rive droite du Dessoubre.

### Toponymie
Laval en 1275, à la fin du XIVe siècle, au  XVe siècle; Lavaulx en 1631 ; Laval-le-Prieuré depuis le décret du 24 janvier 1922.

### Climat
Pour des articles plus généraux, voir Climat de la Bourgogne-Franche-Comté et Climat du Doubs.
En 2010, le climat de la commune est de type climat de montagne, selon une étude du Centre national de la recherche scientifique s'appuyant sur une série de données couvrant la période 1971-2000. En 2020, Météo-France publie une typologie des climats de la France métropolitaine dans laquelle la commune est exposée à un climat de montagne ou de marges de montagne et est dans la région climatique  Jura, caractérisée par une forte pluviométrie en toutes saisons (1 000 à 1 500 mm/an), des hivers rigoureux et un ensoleillement médiocre. 
Pour la période 1971-2000, la température annuelle moyenne est de 8,7 °C, avec une amplitude thermique annuelle de 17,2 °C. Le cumul annuel moyen de précipitations est de 1 403 mm, avec 12,8 jours de précipitations en janvier et 11,7 jours en juillet. Pour la période 1991-2020, la température moyenne annuelle observée sur la station météorologique de Météo-France la plus proche, « Pierrefontaine », sur la commune de Pierrefontaine-les-Varans à 7 km à vol d'oiseau, est de 8,8 °C et le cumul annuel moyen de précipitations est de 1 376,5 mm. 
La température maximale relevée sur cette station est de 39,3 °C, atteinte le 31 juillet 1983 ; la température minimale est de −31,9 °C, atteinte le 9 janvier 1985,,. 
Les paramètres climatiques de la commune ont été estimés pour le milieu du siècle (2041-2070) selon différents scénarios d'émission de gaz à effet de serre à partir des nouvelles projections climatiques de référence DRIAS-2020. Ils sont consultables sur un site dédié publié par Météo-France en novembre 2022.

## Urbanisme

### Typologie
Au 1er janvier 2024, Laval-le-Prieuré est catégorisée commune rurale à habitat très dispersé, selon la nouvelle grille communale de densité à 7 niveaux définie par l'Insee en 2022.
Elle est située hors unité urbaine. Par ailleurs la commune fait partie de l'aire d'attraction de Morteau, dont elle est une commune de la couronne,. Cette aire, qui regroupe 21 communes, est catégorisée dans les aires de moins de 50 000 habitants,.

### Occupation des sols
L'occupation des sols de la commune, telle qu'elle ressort de la base de données européenne d’occupation biophysique des sols Corine Land Cover (CLC), est marquée par l'importance des forêts et milieux semi-naturels (68,7 % en 2018), une proportion sensiblement équivalente à celle de 1990 (68,2 %). La répartition détaillée en 2018 est la suivante : 
forêts (68,7 %), prairies (24,4 %), zones agricoles hétérogènes (6,9 %). L'évolution de l’occupation des sols de la commune et de ses infrastructures peut être observée sur les différentes représentations cartographiques du territoire : la carte de Cassini (XVIIIe siècle), la carte d'état-major (1820-1866) et les cartes ou photos aériennes de l'IGN pour la période actuelle (1950 à aujourd'hui).

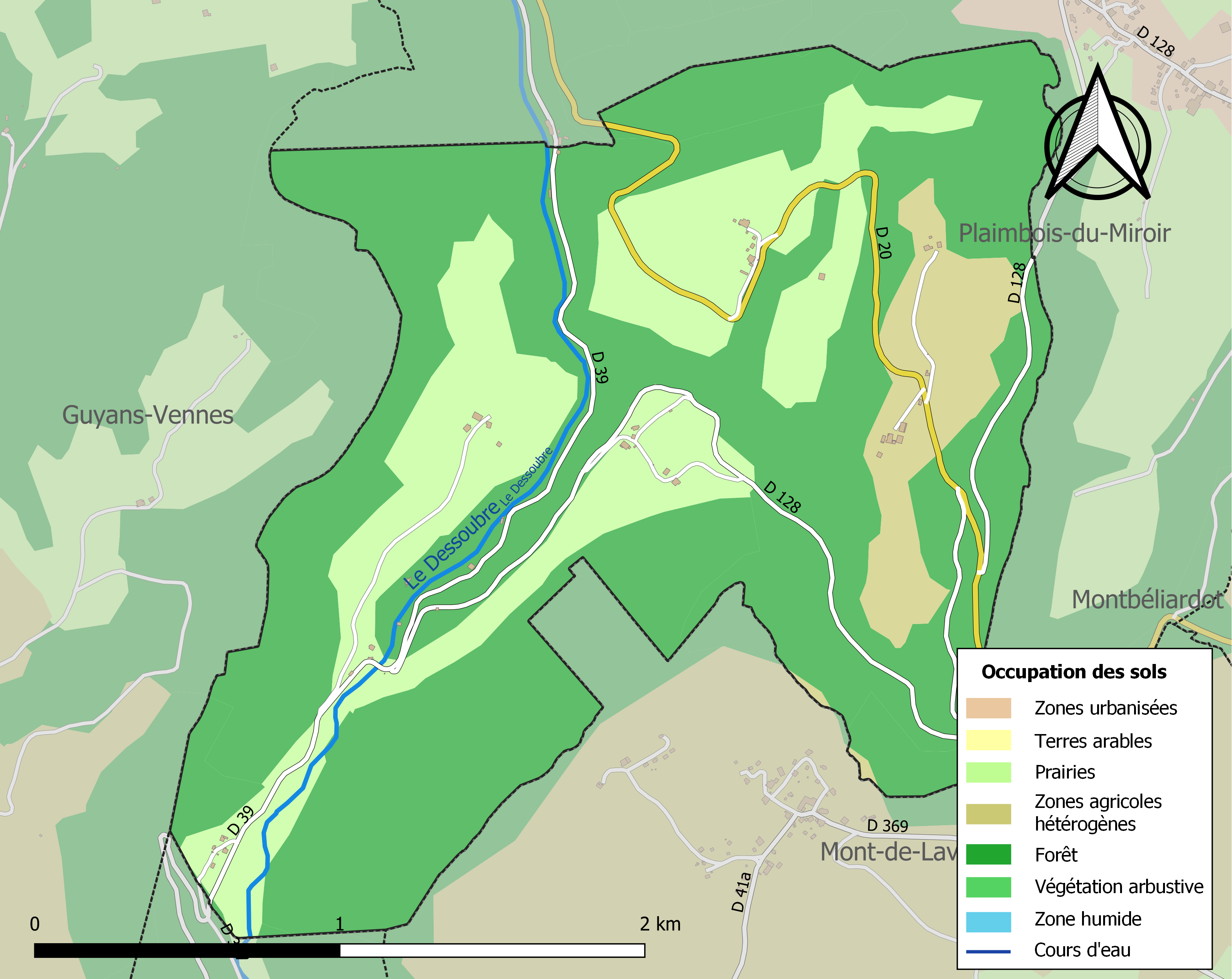
Carte des infrastructures et de l'occupation des sols de la commune en 2018 (CLC).

## Politique et administration
| Période                                  | Période  | Identité           | Étiquette | Qualité     |
| ---------------------------------------- | -------- | ------------------ | --------- | ----------- |
| mars 2001                                | 2008     | Maurice Vuillemin  | DVD       |             |
| mars 2008                                | 2014     | Sophie Faivre      |           |             |
| mars 2014                                | mai 2020 | Pascal Binetruy    | DVD       | Professeur  |
| mai 2020                                 | En cours | Jean-Luc Vuillemin |           | Agriculteur |
| Les données manquantes sont à compléter. |          |                    |           |             |

## Démographie
L'évolution du nombre d'habitants est connue à travers les recensements de la population effectués dans la commune depuis 1793. Pour les communes de moins de 10 000 habitants, une enquête de recensement portant sur toute la population est réalisée tous les cinq ans, les populations de référence des années intermédiaires étant quant à elles estimées par interpolation ou extrapolation. Pour la commune, le premier recensement exhaustif entrant dans le cadre du nouveau dispositif a été réalisé en 2008.

En 2022, la commune comptait 33 habitants, en évolution de −2,94 % par rapport à 2016 (Doubs : +1,88 %, France hors Mayotte : +2,11 %).
| 1793 | 1800 | 1806 | 1821 | 1831 | 1836 | 1841 | 1846 | 1851 |
| ---- | ---- | ---- | ---- | ---- | ---- | ---- | ---- | ---- |
| 121  | 123  | 160  | 195  | 188  | 218  | 188  | 182  | 176  |

| 1856 | 1861 | 1866 | 1872 | 1876 | 1881 | 1886 | 1891 | 1896 |
| ---- | ---- | ---- | ---- | ---- | ---- | ---- | ---- | ---- |
| 149  | 174  | 155  | 156  | 159  | 142  | 148  | 145  | 155  |

| 1901 | 1906 | 1911 | 1921 | 1926 | 1931 | 1936 | 1946 | 1954 |
| ---- | ---- | ---- | ---- | ---- | ---- | ---- | ---- | ---- |
| 163  | 159  | 151  | 134  | 142  | 134  | 130  | 135  | 108  |

| 1962 | 1968 | 1975 | 1982 | 1990 | 1999 | 2006 | 2008 | 2013 |
| ---- | ---- | ---- | ---- | ---- | ---- | ---- | ---- | ---- |
| 79   | 58   | 62   | 48   | 35   | 35   | 34   | 34   | 34   |

| 2018 | 2022 | - | - | - | - | - | - | - |
| ---- | ---- | - | - | - | - | - | - | - |
| 36   | 33   | - | - | - | - | - | - | - |

## Culture locale et patrimoine

### Lieux et monuments
- L'Église Saint-Sulpice de Laval-le-Prieuré, du XVIe siècle inscrite aux monuments historiques en 1926.
- La croix de cimetière de Laval-le-Prieuré dans le cimetière, en fer forgé, du XIXe siècle inscrite aux monuments historiques en 1997.

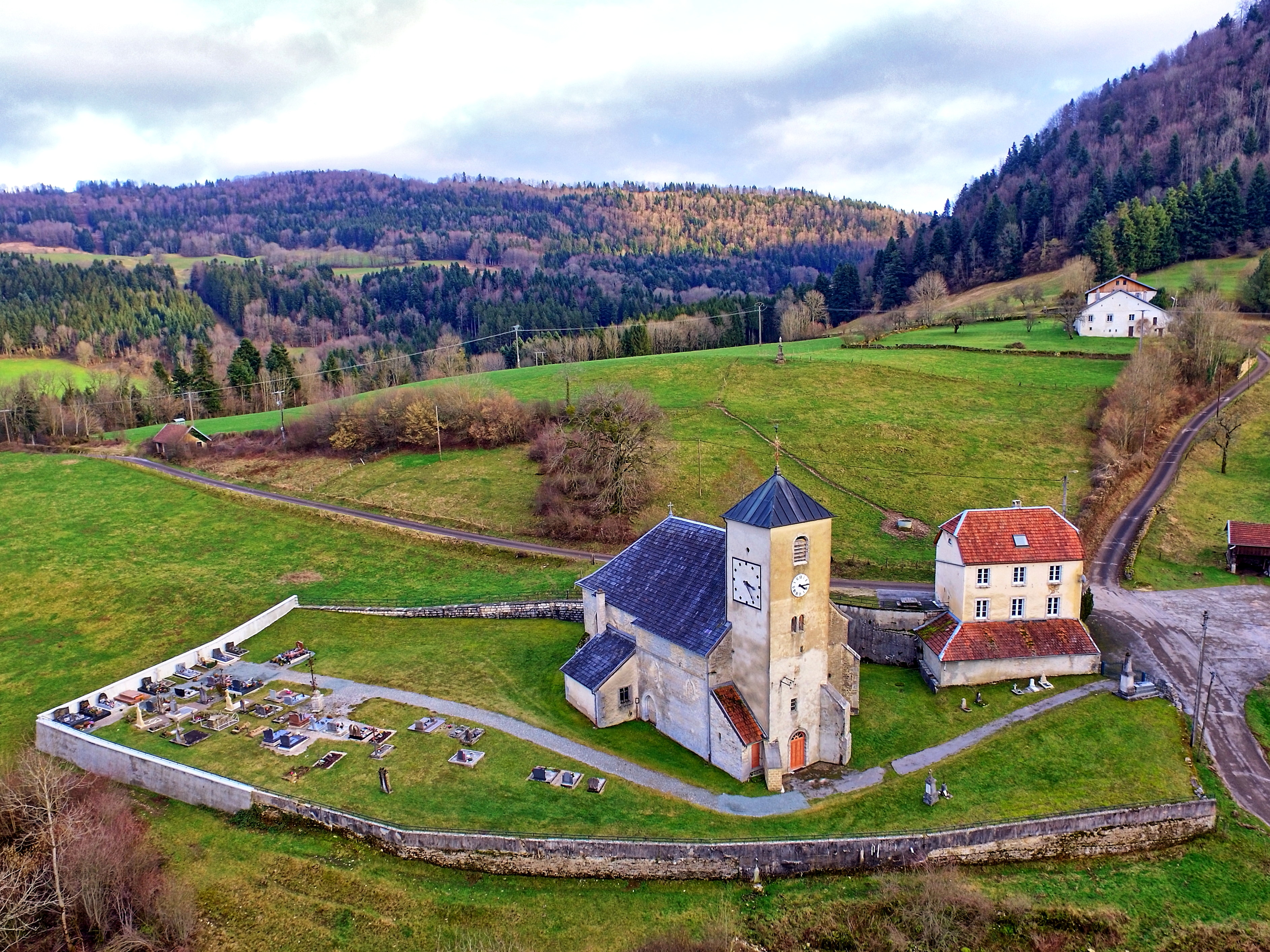
L'église et son cimetière.
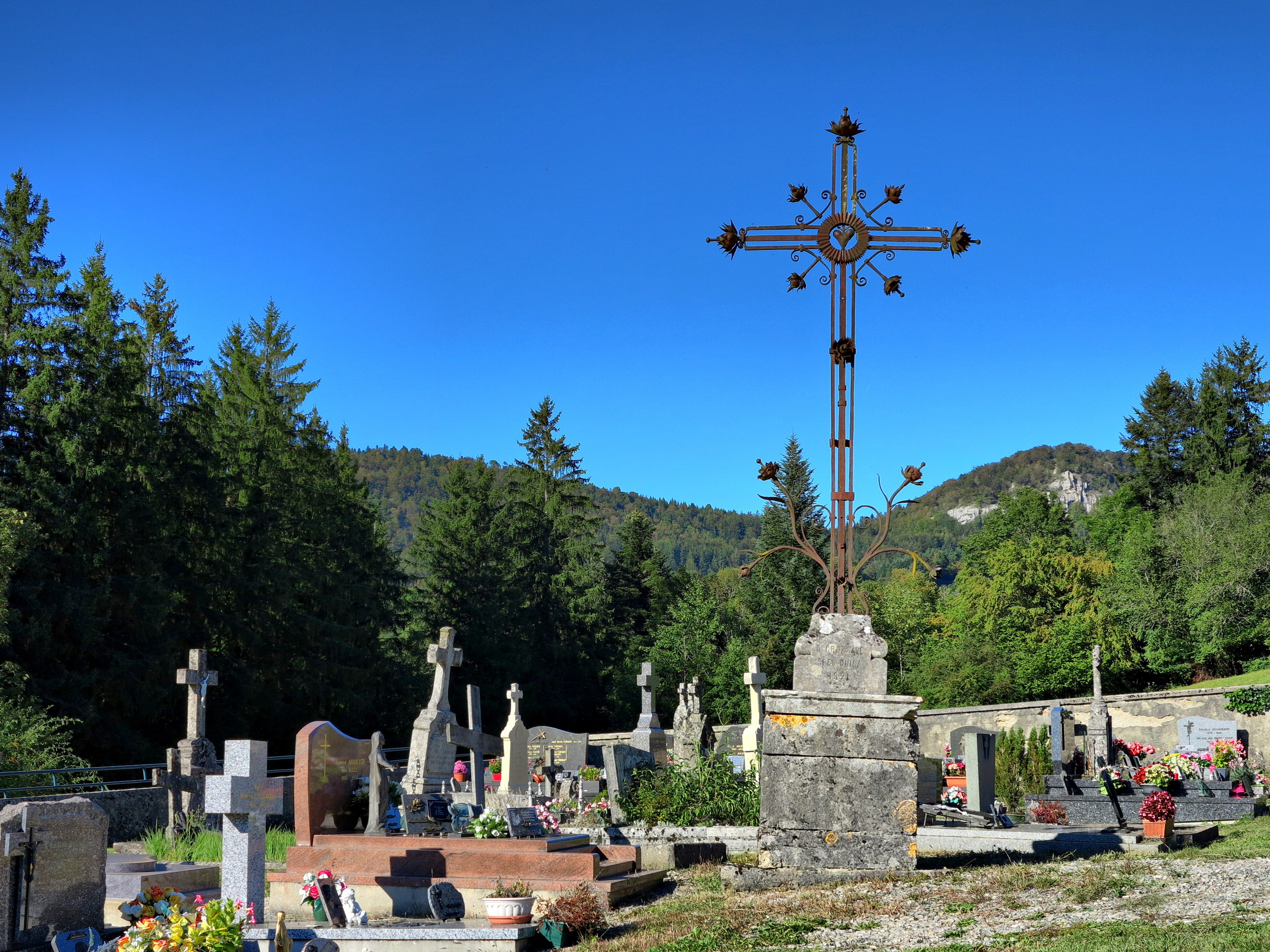
La croix du cimetière.

- La vallée du Dessoubre avec le pont de l'Engoulot, les moulins et leurs barrages.

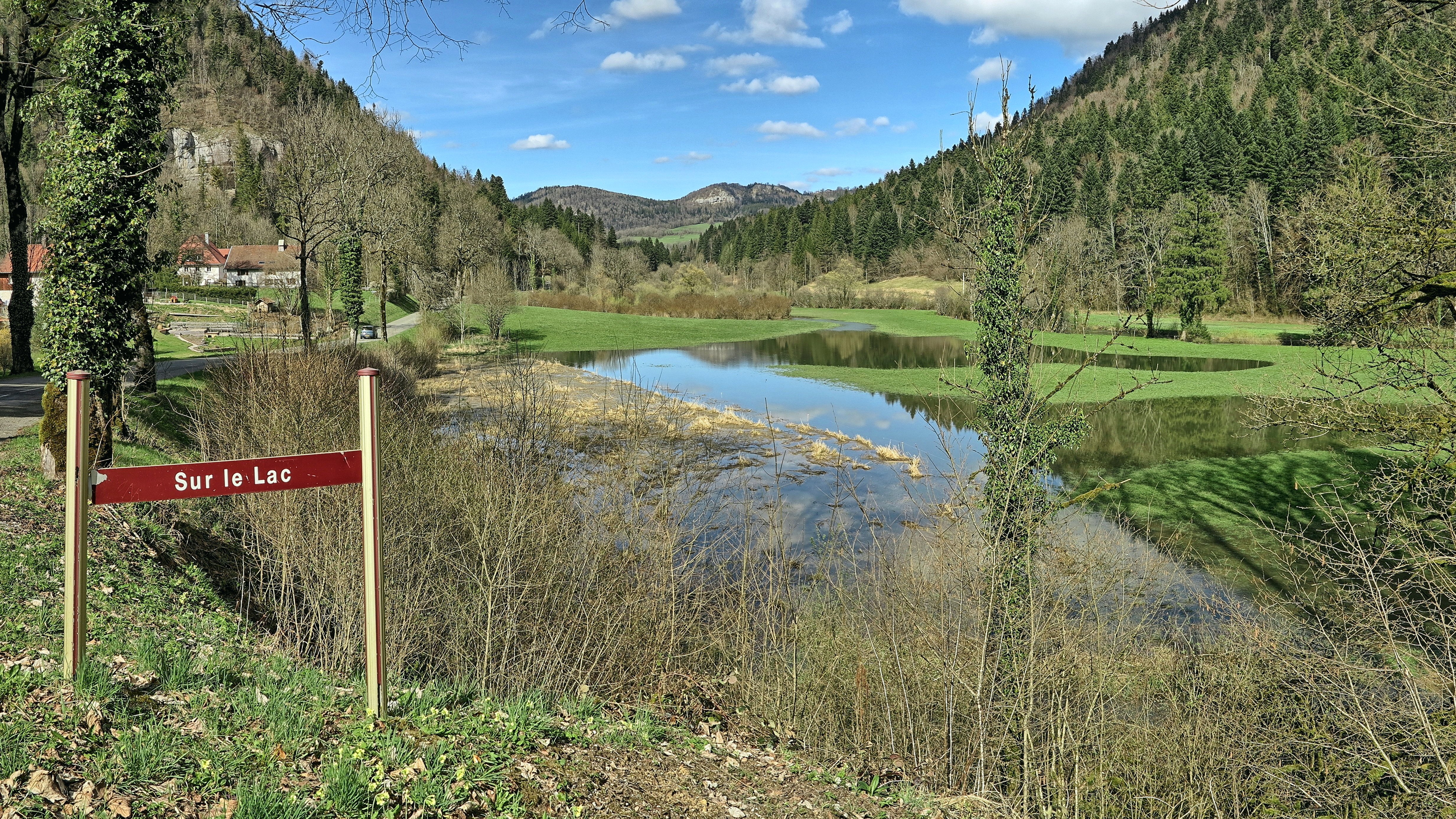
Le lieu-dit Sur le Lac.
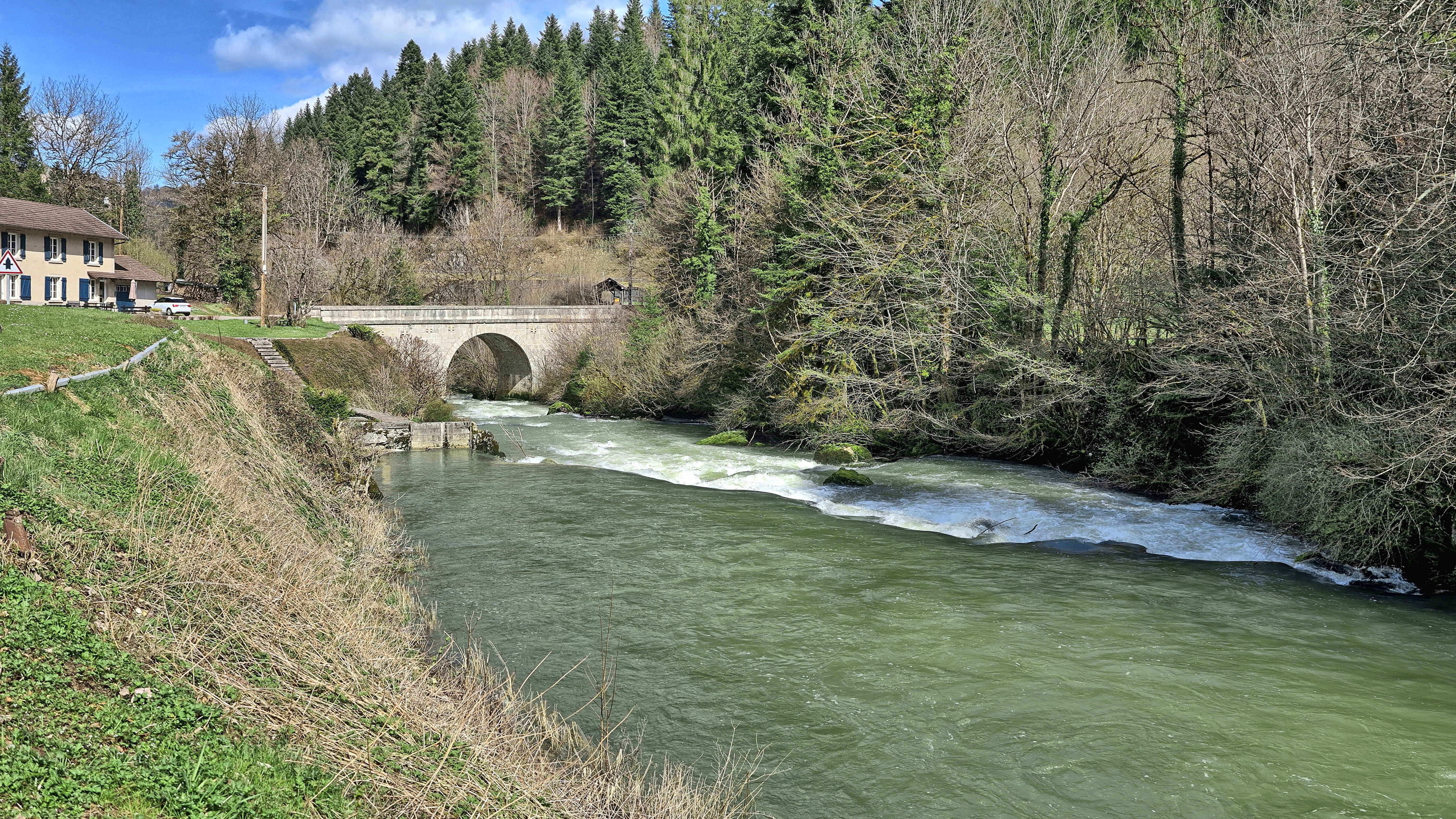
Barrage et pont de l'Engoulot.
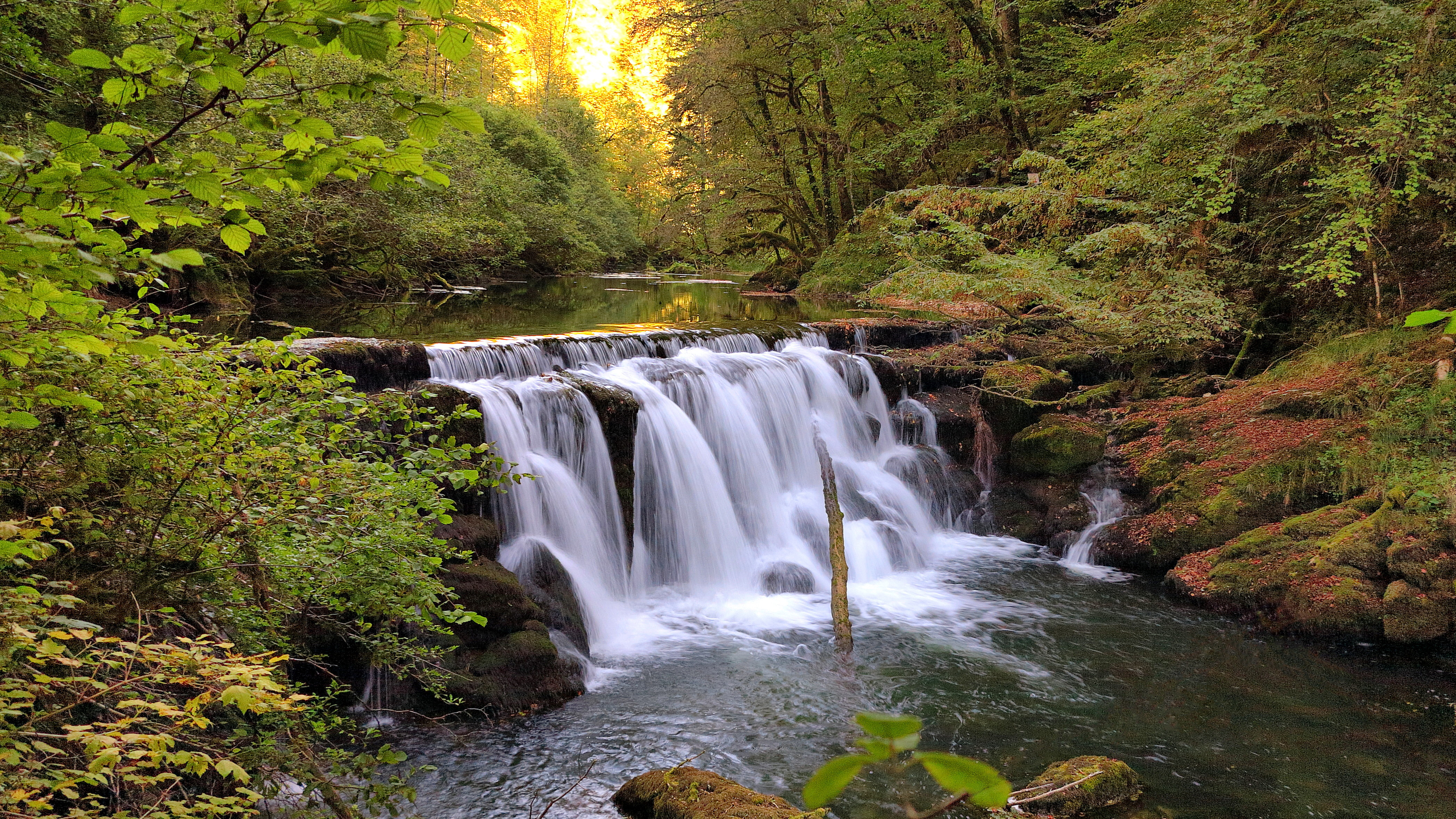
Barrage sur le Dessoubre en amont du moulin Girardot.

- Les cascades du Pissoux, affluent rive droite du Dessoubre

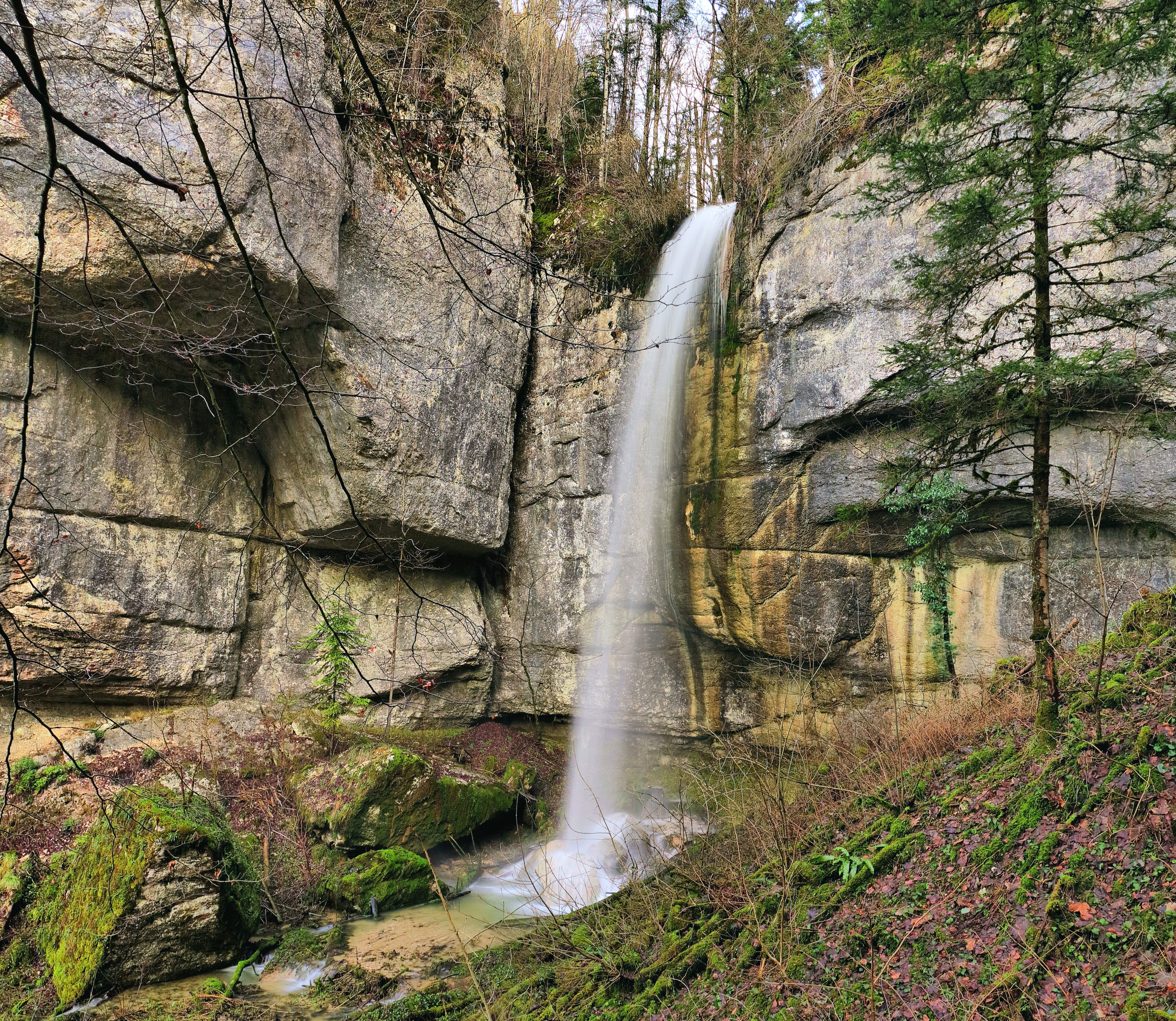
La cascade amont du Pissoux.
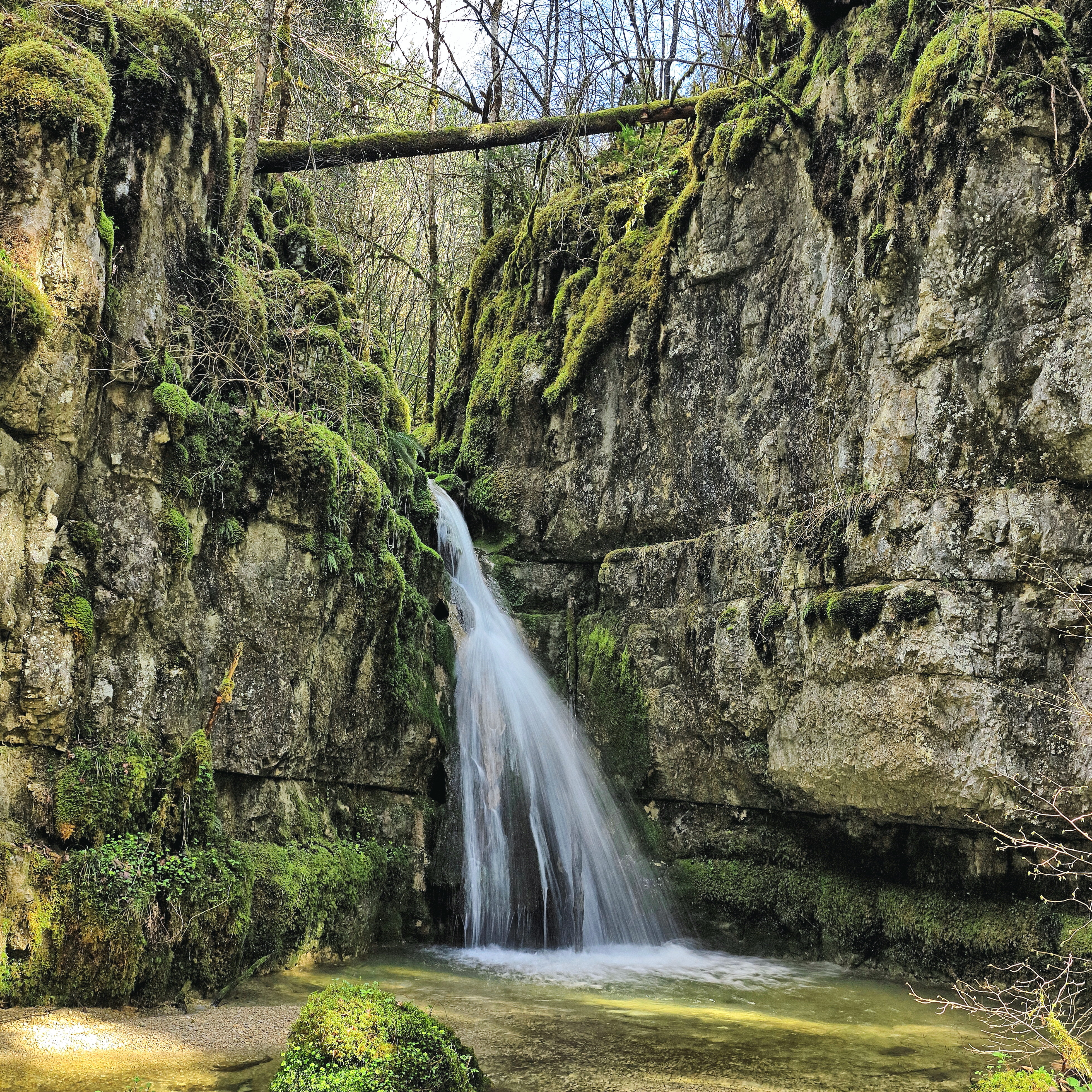
La cascade aval du Pissoux.
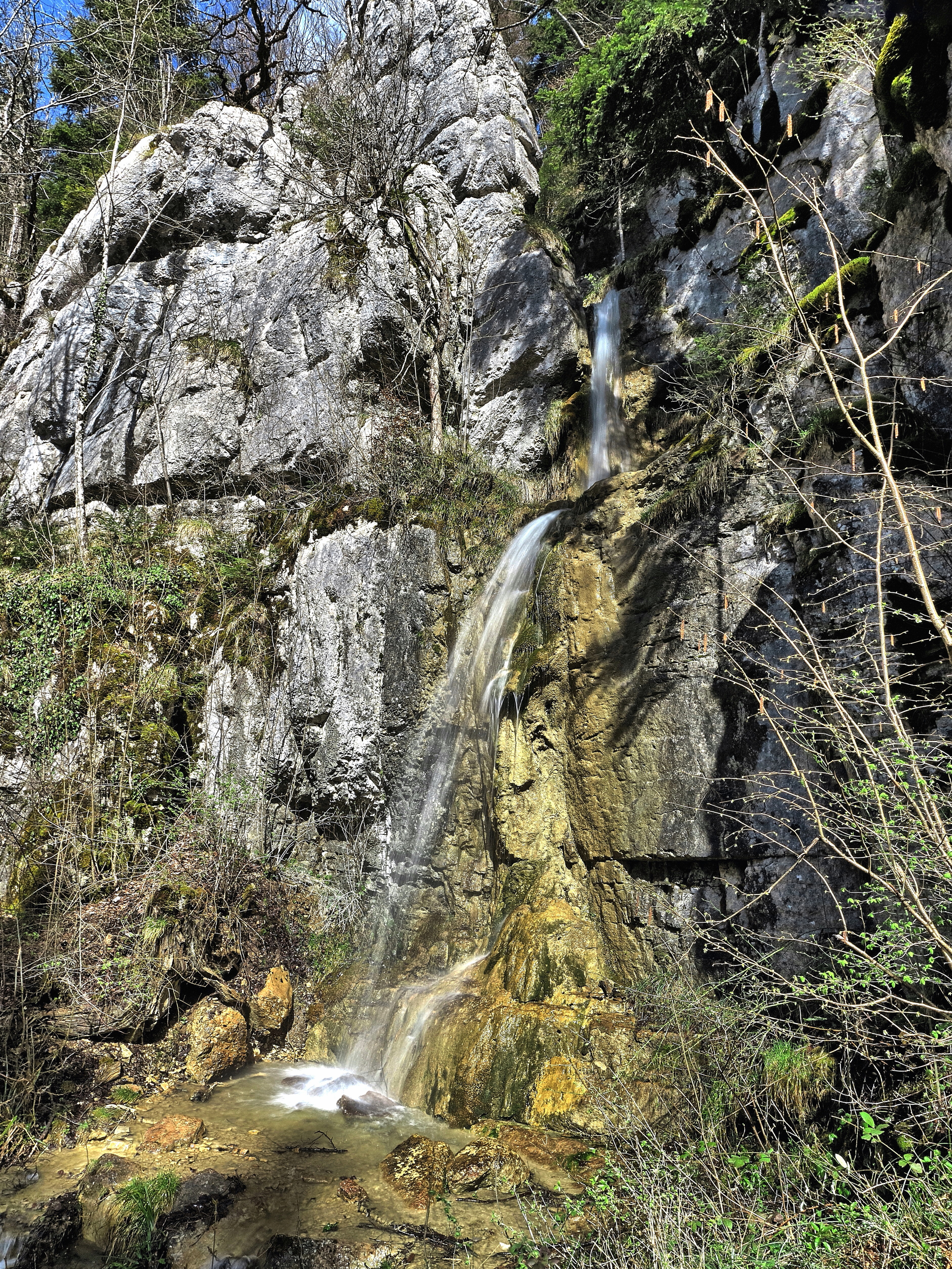
La cascade de la Noire Combe.